# Anathallis mediocarinata
Anathallis mediocarinata är en orkidéart som först beskrevs av Charles Schweinfurth, och fick sitt nu gällande namn av Alec M. Pridgeon och Mark W. Chase. Anathallis mediocarinata ingår i släktet Anathallis och familjen orkidéer. Inga underarter finns listade i Catalogue of Life.